# Manolito de María

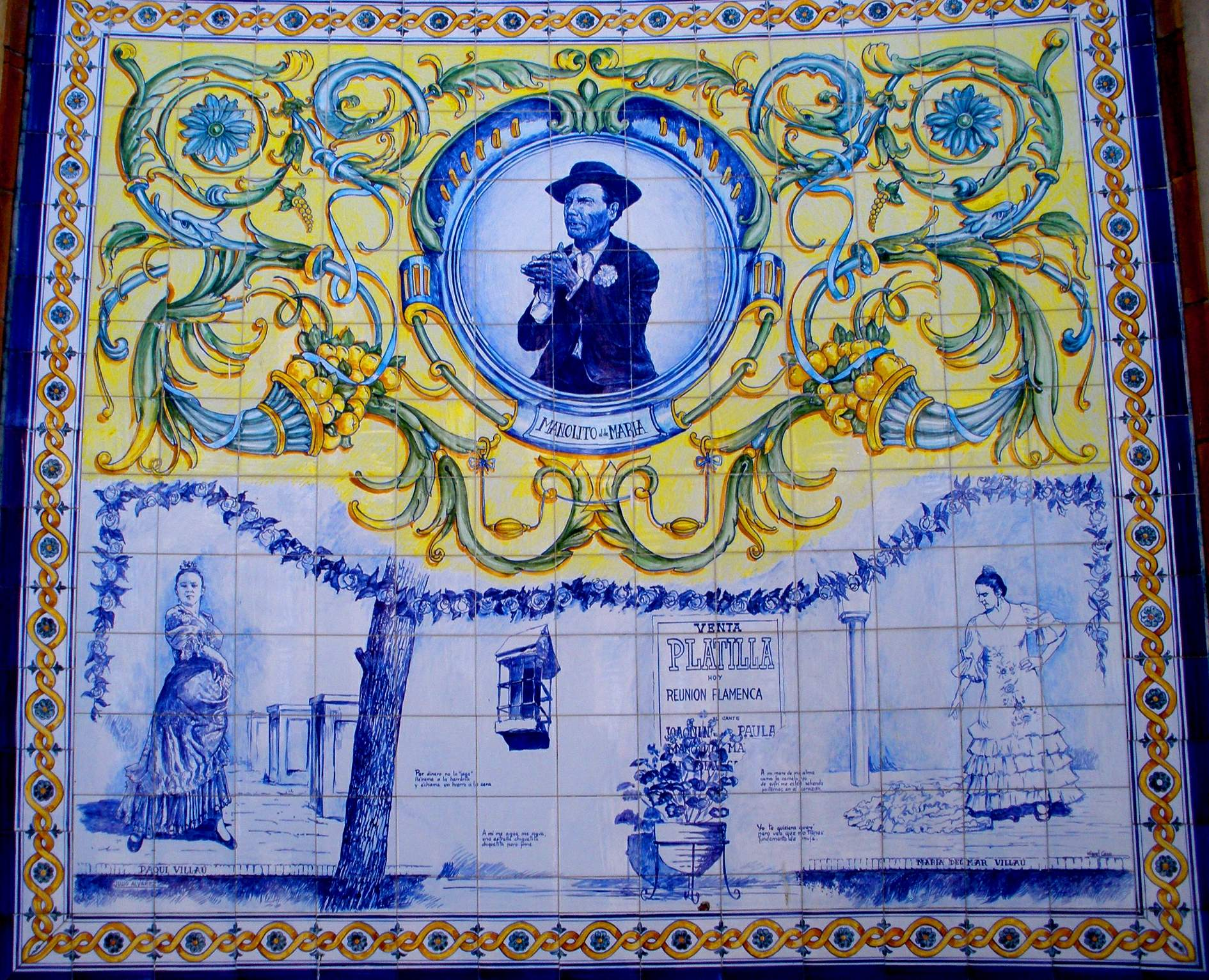
Composición en azulejo dedicada a Manolito de María en la Glorieta homenaje al cante flamenco en la Plaza del Derribo de Alcalá de Guadaíra (Sevilla)

Manuel Fernández Cruz (Alcalá de Guadaíra, 14 de julio de 1904-1965), más conocido como Manolito de María, fue un cantaor de flamenco español.

## Biografía
Nacido en una familia gitana de honda raigambre cantaora, Manolito de María era descendiente de los Cruz de Mairena y del Gordo de Alcalá. Sobrino de cantaores como Agustín Talega, Joaquín el de la Paula o María Cruz La Fragua, también era primo hermano del gran cantaor Antonio Mairena.
A pesar de que nunca fue un profesional del cante, su particular estilo en el cante y el respeto que se le profesó en el mundo del flamenco consiguieron hacerle un lugar destacado en la historia de este arte. Su profesión, tal como consta en su documentación, siempre fue la de jornalero. El cante para él fue por completo una cuestión cultural y de vocación.
Aunque Manolito de María pocas veces cantó en público, y nunca grabó ningún disco, se conservan las grabaciones que de él realizó el escritor José Manuel Caballero Bonald de una actuación en directo. Algunos de los cantes recogidos en estas grabaciones han sido después interpretados por cantaores de flamenco de primera línea, lo que da una idea de la trascendencia de su estilo dentro del flamenco. En algunas de estas grabaciones le acompaña el guitarrista Diego del Gastor.
El Ayuntamiento de Alcalá de Guadaíra organiza desde 2006, un concurso anual para aficionados al flamenco que lleva el nombre de este cantaor local.

## Estilo
De voz profundamente "gitana", Manolito de María destacó en la soleá de Alcalá, cante éste en el que estaba influenciado por su tío Joaquín el de la Paula, aunque imprimiéndole un estilo propio e inconfundible. Dentro de su muy personal cante, se le valoran especialmente sus cantes por bulerías por soleá, bulerías o martinetes.